# Romantiken i Sverige
Romantiken i Sverige, under samtiden kallad "nyromantiken", var romantiken som framkom under 1800-talets första år. Den visar sig i olika grenar. Den stridbaraste truppen är fosforisterna, den så kallade Nya skolan, vilka öppet uppträdde som den akademiska riktningens och dess efterföljares motståndare. 

## Riktningens första år
Första uppslaget till romantiken hos oss får sökas i det lilla studentsällskapet Vitterhetens vänner, som stiftades i Uppsala 1803 och bland vars medlemmar fanns L. Hammarsköld och C. Livijn, som emellertid till en början snarare stod under inflytande av "Sturm und drang". Då sällskapet upplöstes 1805, hade de emellertid tagit intryck av den tyska nyromantiken. 
1807 stiftades i Uppsala sällskapet Musis Amici, sedermera kallat Auroraförbundet, där Vitterhetens vänners sist invalde ledamot, den unge P.D.A. Atterbom var den mest berömde medlemmen; jämte honom kan nämnas V.F. Palmblad,
Hedborn, Elgström, Ingelgren.

## Nya skolan
1809 hade Hammarsköld sammanträffat med två lundensare, som hyllade samma åsikter, C.A. Agardh och J.K. Askelöf; dessa samverkade i bladet "Polyfem" 1809-1812, som blev den nya skolans första stridsorgan hos oss och där i synnerhet Hammarsköld offentliggjorde en del satirer mot gamla skolan, under det att även allvarliga artiklar publicerades; dessutom utgav Hammarsköld en allvarlig tidskrift "Lyceum", men denna upphörde snart, helst som Uppsalagruppen i mitten av 1810 börjat utge en stor tidskrift "Phosphoros" (1810-1813), där "fosforisterna" hävdade sitt program och meddelade arbeten. Vidare utgavs från denna krets "Poetisk kalender" (1812-1822) och "Svensk litteraturtidning" (1813-1824).

## Striden
Striden fördes med mycken bitterhet under ett årtionde, och motsidans talan fördes av Per Adam Wallmark i hans Journal för litteraturen och theatern med understöd av Leopold, Järta och andra. Här fick fosforisterna på huden för sin påstått dunkla och svulstiga stil, sin tillgjorda djupsinnighet, sitt ensidiga "tyskeri" och den böjelse för katolicism som följde med deras svärmeri för medeltiden.
Även den ursprungligen utanför skolorna stående Tegnér inblandades i striden. I sin Epilog vid magisterpromotionen 1820 gjorde han upp sluträkningen med den nya skolan. Såsom promotor inskärpte han hos promovenderna sina egna grundsatser som diktare, nämligen kraft och klarhet:
"Med tanken ordet föds på mannens läppar:
Det dunkelt sagda är det dunkelt tänkta."
Tegnér njöt av att skifta hugg med den nya skolan. På våren 1823 skrev han i ett brev till en meningsfrände: "För egen räkning trivs jag aldrig så väl, som när jag vet, att fosforisterna spy etter och galla emot mig. Det är en fröjd, som jag nu ej haft på länge. Men jag hoppas tiderna bättra sig."
Det sista betydande polemiska inlägget i debatten var parodin "Markalls sömnlösa nätter" (1820–1821) – med Markall åsyftades Wallmark – i vars första del Hammarsköld hade huvudandelen med bistånd av Sondén och Atterbom, under det att den andra natten företrädesvis var skriven av Carl Fredric Dahlgren med bistånd av Livijn. I första delen eller första natten, som den kallades, skildras efter mönster av Homeros och Virgilius hjältedikter, hur "rimtussarna", det vill säga den gamla skolans män, försöker storma Pinden och upphöja Polyhistrio (Leopold) på Apollos tron. Polyhistrio själv anför dem, och han liknas på klassiskt parodierande manér vid "den hornväpnade tjuren på betet, medan i styrka han övergår de råmande stutar". Banérförare är "den hjärneberövade Markall", och bland de övriga hjältarna märks "riddaren Hans därnäst, den Jans numera sig skriver" (Hans Järta), och på vars sköld står skrivet: "Jag och fäderneslandet", samt "Esaias den digre", ett epitet som syftar på Tegnérs fetma. Om honom heter det: "Tungt du dig vältrade fram, nyss ryckt ur ett frodande gästbud". Men Polyhistrio, som inte tror den på vällevnad begivne ynglingen mer än nätt och jämnt, placerar honom som chef för trossen. Utgången av kampen blir naturligtvis olycklig för rimtussarna. Polyhistrio själv dignar till marken för ett pilskott från Thorild, och ur hans hjässa springer en loppa, en travestering av den klassiska sägnen om hur Minerva fullrustad framsprang ur Jupiters huvud.
Markalls sömnlösa nätter rönte stor uppskattning. Men striden hade nu nått sin höjdpunkt. Snart domnade den av, och kämparna försonades efter hand. År 1840, när Atterbom hållit sitt inträdestal i Svenska akademien, hälsades han av Tegnér med vänliga och uppskattande ord.

## Götiska förbundet
Vid sidan av fosforismen fanns även andra romantiska riktningar. En sådan framträdde bland annat i det vänskapsförbund som bildades 1811 under namn av Götiska förbundet och där den nationella nyväckelsen hade sin härd; den gamla götiska rörelsen förknippades här med romantiska idéer och reaktion mot upplysningstidens idéer. Under det att en av göterna, Tegnér, ställde sig avvisande mot den mera utpräglade romantiken, intog däremot Erik Gustaf Geijer till den ett vänligt förhållande. Geijer gav också såväl i sin ungdomsdiktning som i sina tidigaste broschyrer (till exempel 1810 års tävlingsskrift om fantasin och skriften om falsk och sann upplysning) uttryck för romantiska idéer. Inom Götiska förbundet arbetades även för samlande av folkvisor och folksägner och utgivande av medeltidslitteratur (Rääf, Afzelius, Geijer, G.W. Gumaelius, J.H. Schröder).

## Andra romantiker
Andra romantiker inom den svenska diktningen är enslingar som den geniale sensuelle grubblaren Stagnelius och Vitalis, och i Almqvists författarskap spelar likaledes romantiken en inte ringa roll, om han också i sina senare arbeten utvecklar andra åskådningssätt och egenskaper. Även en hel del av tidens mera eklektiska skalder röjer avgjort romantiska drag, till exempel Nicander. I politiskt och kulturellt avseende var de flesta romantikerna representanter för den konservativa och "ultraistiska" riktning som särskilt under 1820-30-talen hade sitt hem i Uppsala.